# Le Boulay-Morin
Le Boulay-Morin és un municipi francès situat al departament de l'Eure i a la regió de Normandia. L'any 2007 tenia 653 habitants.

## Demografia

### Població
El 2007 la població de fet de Le Boulay-Morin era de 653 persones. Hi havia 244 famílies, de les quals 39 eren unipersonals (8 homes vivint sols i 31 dones vivint soles), 75 parelles sense fills, 110 parelles amb fills i 20 famílies monoparentals amb fills.
La població ha evolucionat segons el següent gràfic:
Habitants censats

### Habitatges
El 2007 hi havia 258 habitatges, 243 eren l'habitatge principal de la família, 4 eren segones residències i 12 estaven desocupats. 250 eren cases i 8 eren apartaments. Dels 243 habitatges principals, 211 estaven ocupats pels seus propietaris, 28 estaven llogats i ocupats pels llogaters i 3 estaven cedits a títol gratuït; 1 tenia una cambra, 5 en tenien dues, 24 en tenien tres, 59 en tenien quatre i 154 en tenien cinc o més. 210 habitatges disposaven pel capbaix d'una plaça de pàrquing. A 78 habitatges hi havia un automòbil i a 160 n'hi havia dos o més.

### Piràmide de població
La piràmide de població per edats i sexe el 2009 era:
| Homes | Edats   | Dones |
| ----- | ------- | ----- |
| 4     | 95 o +  | 0     |
| 0     | 90 a 94 | 0     |
| 0     | 85 a 89 | 12    |
| 4     | 80 a 84 | 4     |
| 4     | 75 a 79 | 8     |
| 4     | 70 a 74 | 16    |
| 8     | 65 a 69 | 4     |
| 4     | 60 a 64 | 4     |
| 32    | 55 a 59 | 32    |
| 16    | 50 a 54 | 12    |
| 16    | 45 a 49 | 24    |
| 24    | 40 a 44 | 28    |
| 28    | 35 a 39 | 20    |
| 24    | 30 a 34 | 32    |
| 8     | 25 a 29 | 12    |
| 8     | 20 a 24 | 12    |
| 20    | 15 a 19 | 16    |
| 12    | 10 a 14 | 8     |
| 24    | 5 a 9   | 36    |
| 8     | 0 a 4   | 8     |

## Economia
El 2007 la població en edat de treballar era de 433 persones, 348 eren actives i 85 eren inactives. De les 348 persones actives 331 estaven ocupades (167 homes i 164 dones) i 17 estaven aturades (8 homes i 9 dones). De les 85 persones inactives 39 estaven jubilades, 24 estaven estudiant i 22 estaven classificades com a «altres inactius».

### Ingressos
El 2009 a Le Boulay-Morin hi havia 253 unitats fiscals que integraven 685 persones, la mediana anual d'ingressos fiscals per persona era de 22.224,5 €.

### Activitats econòmiques
Dels 10 establiments que hi havia el 2007, 3 eren d'empreses de construcció, 3 d'empreses de transport, 1 d'una empresa d'informació i comunicació, 1 d'una empresa immobiliària, 1 d'una entitat de l'administració pública i 1 d'una empresa classificada com a «altres activitats de serveis».
Dels 2 establiments de servei als particulars que hi havia el 2009, 1 era una lampisteria i 1 electricista.
L'any 2000 a Le Boulay-Morin hi havia 3 explotacions agrícoles.

## Equipaments sanitaris i escolars
El 2009 hi havia 1 escola maternal integrada dins d'un grup escolar amb les comunes properes formant una escola dispersa i 1 escola elemental integrada dins d'un grup escolar amb les comunes properes formant una escola dispersa.

## Poblacions més properes
El següent diagrama mostra les poblacions més properes.